# マンサブ
マンサブとは、アラビア語の「位階」に由来する語で、ムガル帝国において皇帝から与えられた位階。ムガル帝国で行われたマンサブダーリー制を支えた。
ムガル帝国の3代皇帝アクバルの時代に成立したとされる。軍人、官僚を問わず、帝国に仕えるものに対してマンサブが与えられ、功績を重ねるごとにマンサブを昇進させることが可能であった。マンサブ保有者を「マンサブダール」と称した。
アクバルは当時、マンサブ保有者の給与を金銭で支払おうとしたが、反発が強かったために徴税権を認められた給与地（ジャーギール）を与えた。ただし、在地の豪族とならないように短期で配置換えが行われた。